# Holger Simon Paulli
Holger Simon Paulli (Copenhaguen, Dinamarca, 22 de febrer de 1810 - 23 de desembre de 1891) fou un violinista i compositor danès.
Fou deixeble de Klaus Schall, l'any 1828 ingressà com a violinista a la Capella reial, a la qual hi ocupà diversos llocs, entre ells el de violinista solista i director d'orquestra.
Des del 1865 fins al 1870 dirigí els concerts simfònics de la Societat Musical, i des de 1872 a 1877 el Caecilíenverein; a més, intervingué en la fundació, i fou director del Conservatori reial (1866), on tingué entre altres alumnes a Siegfried Saloman.
Com a compositor se li deuen: Der Lotse, comèdia lírica; una Ouverture di concert, diversos estudis per a violí, música de ball i diverses melodies, obres que li donaren molta fama al seu país.
Paulli s'havia casat el 22 de novembre de 1842 amb Nielsine Albertha Schow, filla del doctor Johan Henrik Schow. El compositor patia feia molt de temps una greu malaltia, quan morí la seva esposa el 18 de desembre de 1891 ell no tardà ni 48 hores en seguir-la, ja que fou enterrat el 23 de desembre, o sigui al cap de 5 dies després de la seva dona.